# Hohl (Wipperfürth)
Hohl ist eine Ortschaft von Wipperfürth im Oberbergischen Kreis im Regierungsbezirk Köln in Nordrhein-Westfalen (Deutschland).

## Lage und Beschreibung
Die Ortschaft liegt im Osten von Wipperfürth an der Stadtgrenze von Halver. Nachbarorte sind Kreuzberg, Halkenberg, Auf dem Wiebusch, Erlen (Kreuzberg) und Engsfeld. Der im Nordwesten von Hohl entspringende Hohlbach mündet im Ort in den Heinken-Hedfelder Bach.
Politisch wird der Ort durch den Direktkandidaten des Wahlbezirks 11 (110) Kreuzberg im Rat der Stadt Wipperfürth vertreten.

## Geschichte
1387 wird der Ort unter der Bezeichnung „Hoele“ in einem Brief des Wipperfürther Schöffengerichts erstmals genannt. Darin ist die Rede von einem „Hermann van me Hoele“. Wegen ähnlicher Wipperfürther Ortsbezeichnungen gilt die Verortung auf Hohl als unsicher. Die historische Karte Topographia Ducatus Montani aus dem Jahre 1715 zeigt vier mit „Holl“ benannte Gehöfte. Ab der Karte Topographische Aufnahme der Rheinlande von 1825 wird der Ortsname „Hohl“ verwendet.
Von 1910 bis 1960 führte die Bahnstrecke Anschlag–Wipperfürth an der Hofschaft vorbei. Diese Bahnlinie zweigte im Bahnhof Wipperfürth von der Wippertalbahn ab und schloss bei Anschlag an die Wuppertalbahn an.

## Busverbindungen
Über die im Nachbarort Kreuzberg gelegene Bushaltestelle Rote Höhe der Linie 338 (VRS/OVAG) ist eine Anbindung an den öffentlichen Personennahverkehr gegeben.

## Wanderwege
Der vom SGV ausgeschilderte Halveraner Rundweg führt im Osten an der Ortschaft vorbei.